# Bianca Maia Mendonça
Bianca Maia Mendonça (Manaus, 18 de agosto de 1993) é uma ex-ginasta brasileira que competiu em provas de ginástica rítmica.
Teve inicio na carreira aos cincos anos, filiando-se na federação de ginástica rítmica de Santa Catarina pelo clube ADIEE/UDESC, foi integrante da seleção brasileira de ginástica rítmica onde conquistou ouro no Pan-americano de Guadalajara e uma medalha de bronze na Copa do Mundo de Minsk, também foi uma das integrantes do time de comentaristas da Rede Globo nos Jogos Olímpicos de 2016 na cidade do Rio de Janeiro.